# Linda Watson (Sängerin)
Linda Watson (geboren 1960 in San Francisco) ist eine US-amerikanische Opernsängerin der Stimmlage Sopran. Sie gastierte weltweit, unter anderem an der Wiener Staatsoper, der Mailänder Scala, der New Yorker Met und bei den Bayreuther Festspielen.
Sie ist seit 2004 deutsche und seit 2020 österreichische Kammersängerin.

## Leben und Werk
Sie studierte in Boston und Wien. Ihre Bühnenlaufbahn begann als Mezzosopran am Theater Aachen. Es folgte ein Engagement an der Oper Leipzig, wo sie tiefere Wagner-Partien, Brangäne und Venus, übernahm. 1997 debütierte sie als Venus an der Wiener Staatsoper, ein Jahr später als Kundry bei den Bayreuther Festspielen – unter dem Dirigat von Giuseppe Sinopoli. Von 2000 bis 2005 verkörperte sie in Bayreuth die Ortrud im Lohengrin. Ihre erste Sopranpartie war die Sieglinde in der Walküre in Essen. Während ihres Engagements an der Deutschen Oper am Rhein konnte sie sich ein großes Repertoire im Sopranfach erarbeiten. Sie sang dort eine Reihe von Wagner-Partien (Ortrud, Kundry), die Leonore in Beethovens Fidelio, die Feldmarschallin, Ariadne auf Naxos und weitere Strauss-Partien. In der Spielzeit 2004/05 war ihr Rollendebüt als Brünnhilde in der Walküre in Tokio zu verzeichnen. Von 2006 bis 2010 sang sie alle drei Brünnhilde-Partien bei den Bayreuther Festspielen und übernahm diese Rollen auch bei der Neuinszenierung des Rings der Nibelungen an der Wiener Staatsoper. In der Folge übernahm sie diese hochdramatische Rolle an vielen großen Opernhäusern der Welt, am Teatro Colón in Buenos Aires sogar in einer neunstündigen Compilation aller Ring-Opern an einem Tag. Die hochdramatische Palette wurde schließlich durch Isolde, Elektra und zwei Rollen in der Frau ohne Schatten vervollständigt, Färberin und Amme. Die Glaubwürdigkeit ihrer Rollengestaltung und ihre stimmliche Bravour führte zu Verpflichtungen weltweit – in München, Berlin und Wien, Paris, Madrid und Barcelona, an der Mailänder Scala, in Florenz, Bologna, Amsterdam, Los Angeles und an der Metropolitan Opera in New York. Sie arbeitete mit einer Reihe berühmter Dirigenten zusammen, darunter Claudio Abbado, Bertrand de Billy, Daniele Gatti, Valery Gergiev, Hartmut Haenchen, James Levine, Zubin Mehta, Kent Nagano, Antonio Pappano, Esa-Pekka Salonen und Christian Thielemann. 2013 und 2014 kehrte die Sängerin in das Ensemble der Deutschen Oper am Rhein zurück und übernahm dort unter anderem Marschallin, Elektra, Ariadne und Brünnhilde. An der Wiener Staatsoper wurde sie im Januar 2020 zur Kammersängerin ernannt. An der Mailänder Scala war Linda Watson in der Spielzeit 2020/21 als Herodias in der Salome zu sehen und hören.
Linda Watson ist auch als Konzertsängerin erfolgreich. Sie singt im Konzertsaal dramatische Partien, beispielsweise das Sopransolo im Verdi-Requiem, aber auch anspruchsvolle Stücke der Wiener Schule wie die Sieben frühen Lieder Bergs oder die Gurre-Lieder Schönbergs. Einen besonderen Schwerpunkt ihres Konzertrepertoires bilden die Vokalwerke Gustav Mahlers, beispielsweise die 2. und 3. Symphonie, das Lied von der Erde, die Kindertotenlieder, die Lieder eines fahrenden Gesellen und die Rückert-Lieder. Es gibt zahlreiche Aufnahmen und Aufzeichnungen, insbesondere der drei Brünnhilde-Partien.
Sie unterrichtet an der Musik und Kunst Privatuniversität der Stadt Wien. Zu ihren Studenten zählt der Countertenor Johannes Pietsch.

## Rollen (Auswahl)
Repertoire
| Beethoven: - Leonore in Fidelio Prokofjew: - Babulenka in Der Spieler Puccini: - Titelpartie in Turandot Richard Strauss: - Herodias in Salome - Titelpartie in Elektra - Feldmarschallin im Rosenkavalier - Titelpartie in Ariadne auf Naxos - Färberin und Amme in Frau ohne Schatten |  | Wagner: - Elisabeth und Venus in Tannhäuser und der Sängerkrieg auf Wartburg - Ortrud im Lohengrin - Sieglinde und Brünnhilde in Die Walküre - Brünnhilde in Siegfried - Brünnhilde in Götterdämmerung - Brangäne und Isolde in Tristan und Isolde - Kundry in Parsifal |

## Auszeichnungen
- 2004: Deutsche Kammersängerin
- 2014: Nominierung für den Grammy Award
- 2020: Österreichische Kammersängerin
- 2022: Ehrenmitglied der Deutschen Oper am Rhein